# Mandevilla veraguasensis
Mandevilla veraguasensis là một loài thực vật có hoa trong họ La bố ma. Loài này được (Seem.) Hemsl. mô tả khoa học đầu tiên năm 1881.